# Ropalopus insubricus
Ropalopus insubricus е вид бръмбар от семейство Сечковци (Cerambycidae). Видът е почти застрашен от изчезване.

## Разпространение
Разпространен е в Австрия, Босна и Херцеговина, България, Гърция, Испания, Италия, Северна Македония, Румъния, Словения, Сърбия (Косово), Турция, Украйна, Унгария, Франция, Хърватия, Черна гора и Чехия.